# Box-office 1986 au Canada et aux États-Unis
Cet article traite du box-office de 1986 au Canada et aux États-Unis.

## Classement
| Rang | Titre                                   | Pays                                | Réalisateur                                | Recettes      |
| ---- | --------------------------------------- | ----------------------------------- | ------------------------------------------ | ------------- |
| 1.   | Top Gun                                 | États-Unis d'Amérique               | Tony Scott                                 | 176 781 728 $ |
| 2.   | Crocodile Dundee                        | Australie                           | Peter Faiman, Paul Hogan                   | 174 803 506 $ |
| 3.   | Platoon                                 | États-Unis d'Amérique · Royaume-Uni | Oliver Stone                               | 138 530 565 $ |
| 4.   | Karaté Kid : Le Moment de vérité 2      | États-Unis d'Amérique               | John G. Avildsen                           | 115 103 979 $ |
| 5.   | Star Trek 4 : Retour sur Terre          | États-Unis d'Amérique               | Leonard Nimoy                              | 109 713 132 $ |
| 6.   | À fond la fac                           | États-Unis d'Amérique               | Alan Metter                                | 91 258 000 $  |
| 7.   | Aliens, le retour                       | États-Unis d'Amérique · Royaume-Uni | James Cameron                              | 85 160 248 $  |
| 8.   | Golden Child : L'Enfant sacré du Tibet  | États-Unis d'Amérique               | Michael Ritchie                            | 79 817 937 $  |
| 9.   | Y a-t-il quelqu'un pour tuer ma femme ? | États-Unis d'Amérique               | Jerry Zucker, Jim Abrahams et David Zucker | 71 624 879 $  |
| 10.  | La Folle Journée de Ferris Bueller      | États-Unis d'Amérique               | John Hughes                                | 70 136 369 $  |
| 11.  | Le Clochard de Beverly Hills            | États-Unis d'Amérique               | Paul Mazursky                              | 62 134 225 $  |
| 12.  | La Couleur de l'argent                  | États-Unis d'Amérique               | Martin Scorsese                            | 52 293 982 $  |
| 13.  | Stand by Me                             | États-Unis d'Amérique               | Rob Reiner                                 | 52 287 414 $  |